# Monika Gałkowska
Monika Gałkowska z d. Bociek (ur. 6 kwietnia 1996 w Opocznie) – polska siatkarka, grająca na pozycji atakującej oraz przyjmującej, reprezentantka Polski.
Jej brat Grzegorz Bociek również jest siatkarzem.

## Przebieg kariery
| Lata                      | Klub                              |                   |                   |                   |                   |                   |                   |                   |                   |                   |
| Kariera juniorska         | Kariera juniorska                 | Kariera juniorska | Kariera juniorska | Kariera juniorska | Kariera juniorska | Kariera juniorska | Kariera juniorska | Kariera juniorska | Kariera juniorska | Kariera juniorska |
| ------------------------- | --------------------------------- | ----------------- | ----------------- | ----------------- | ----------------- | ----------------- | ----------------- | ----------------- | ----------------- | ----------------- |
|                           | UKS Fuks Sulejów                  |                   |                   |                   |                   |                   |                   |                   |                   |                   |
| 2010–2013                 | MUKS ABiS SP 64 Łódź              |                   |                   |                   |                   |                   |                   |                   |                   |                   |
| 2013–2014                 | MUKS Sparta Warszawa              |                   |                   |                   |                   |                   |                   |                   |                   |                   |
| Kariera seniorska         |                                   |                   |                   |                   |                   |                   |                   |                   |                   |                   |
| 2014–2017                 | SK bank Legionovia Legionowo      |                   |                   |                   |                   |                   |                   |                   |                   |                   |
| 2017–2018                 | Polski Cukier Muszynianka Muszyna |                   |                   |                   |                   |                   |                   |                   |                   |                   |
| 2018–2020                 | ŁKS Commercecon Łódź              |                   |                   |                   |                   |                   |                   |                   |                   |                   |
| 2020–2022 (do 03.02.2022) | Energa MKS Kalisz                 |                   |                   |                   |                   |                   |                   |                   |                   |                   |
| 2022 (od 05.02.2022)      | Bartoccini Fortinfissi Perugia    |                   |                   |                   |                   |                   |                   |                   |                   |                   |
| 2022–2023 (do 24.01.2023) | Polskie Przetwory Pałac Bydgoszcz |                   |                   |                   |                   |                   |                   |                   |                   |                   |
| 2023 (od 25.01.2023)      | Bartoccini Fortinfissi Perugia    |                   |                   |                   |                   |                   |                   |                   |                   |                   |
| 2023–                     | MOYA Radomka Radom                |                   |                   |                   |                   |                   |                   |                   |                   |                   |

## Sukcesy klubowe
Mistrzostwo Młodej Ligi:
- 2015

Mistrzostwa Polski Juniorek:
- 2015

Mistrzostwo Polski:
- 2019
- 2020

## Sukcesy reprezentacyjne
Mistrzostwa Europy Wschodniej EEVZA:
- 2012

Mistrzostwa Europy Wschodniej EEVZA Juniorek:
- 2013

Liga Narodów:
- 2023, 2024[9]